# Unidade de Medicina Nuclear
A Unidade de Medicina Nuclear é uma clínica localizada em Natal, que foi construída por iniciativa da Liga Norte-rio-grandense contra o Câncer.
Foi inaugurada em 29 de dezembro de 1997 pelo então superintendente da Liga, Dr. Ivo Barreto de Medeiros. Sete anos antes, em 7 de dezembro de 1990, a Liga já havia inaugurado a Unidade de Radioterapia e Prevenção em terreno vizinho.